# Johann Wigand
Johann Wigand (født 1523 i Mansfeld, død 21. oktober 1587 i Miłomłyn) var en tysk luthersk teolog.
Wigand studerede i Wittenberg hos reformatorerne, blev præst i sin fødeby Mansfeld 1546, kom senere til Magdeburg og blev 1560 teologisk professor i Jena.
Wigand deltog ivrigt i datidens teologiske forhandlinger og var en af ortodoksiens stridbareste repræsentanter, hvorfor han var afsat fra sit embede i flere år. 1575 blev han biskop af Pomesanien.